# مروحين
مروحين هي إحدى القرى اللبنانية من قرى قضاء صور في محافظة الجنوب.

## لمحة تاريخية

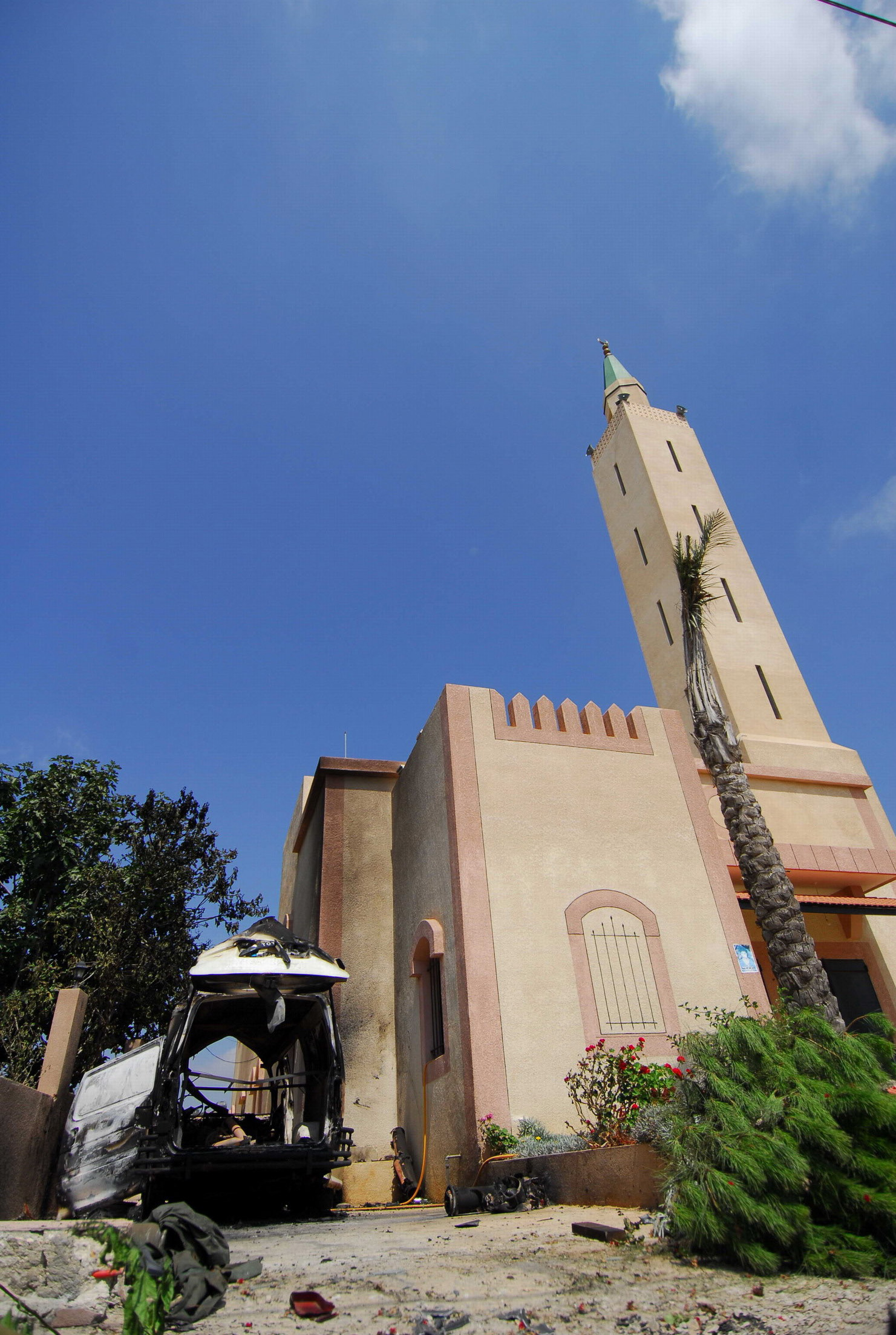
أحد المساجد في قرية مروحين في لبنان

تقع بلديّة مروحين في قضاء صور أحد أقضية محافظة الجنوب هذه المحافظة هي واحدة من ثمان محافظات يتشكل منها لبنان الإداري.
تبعد مروحين حوالي 138 كلم (85.7532 مي) عن بيروت عاصمة لبنان. ترتفع حوالي 660 م (1) (2165.46 قدم - 721.776 يارد) عن سطح البحر وتمتد على مساحة تُقدَّر بـ 1006 هكتاراً (10.06 كلم²- 3.88316 مي² (2)).

## السكان
يبلغ عددسكانهاحوالي 3000 نسمة تقريبا